# Skulptour Bietigheim-Bissingen

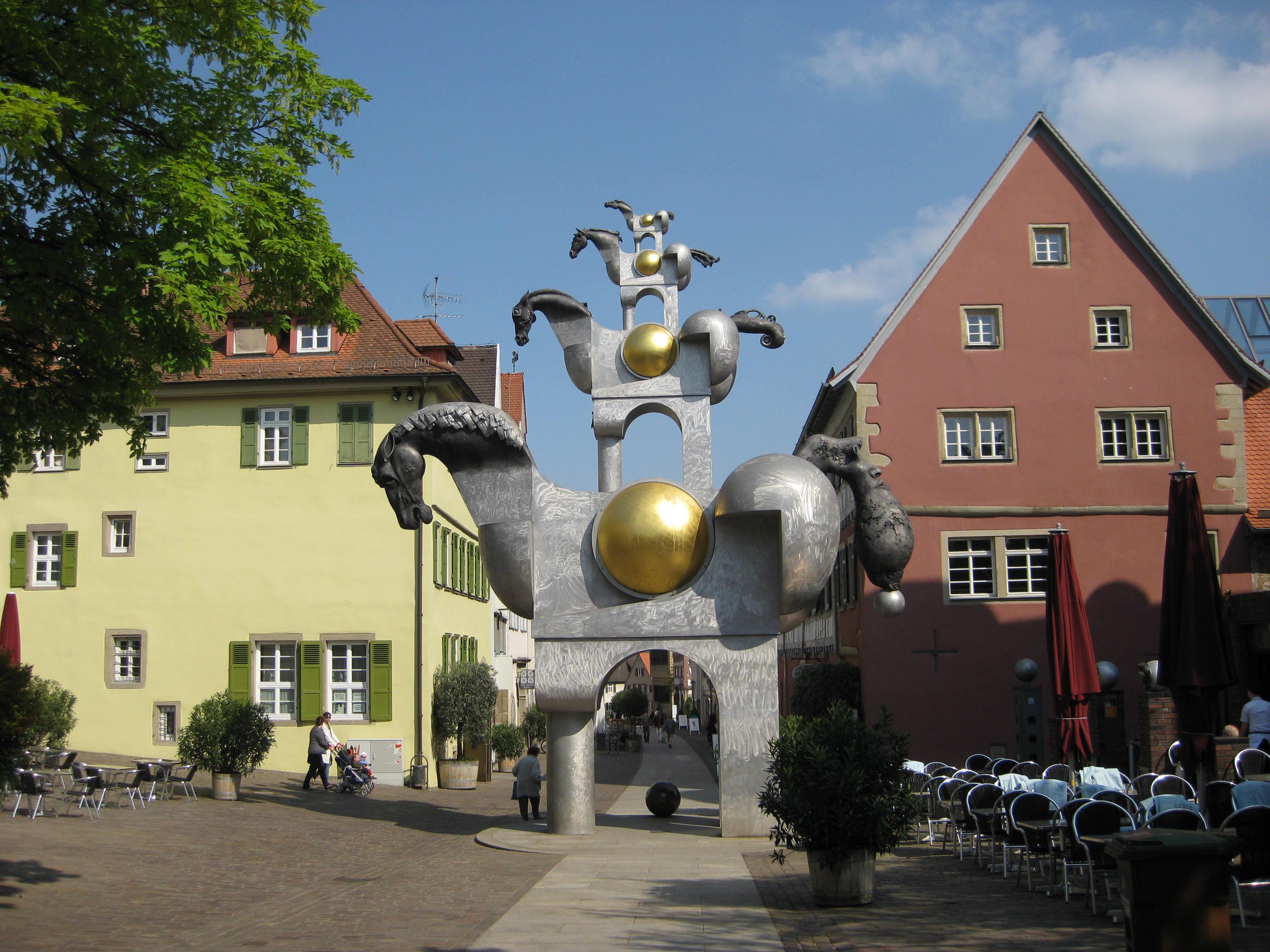
Jürgen Goertz, Turm der grauen Pferde

Skulptour Bietigheim-Bissingen ist ein Skulpturenweg in Bietigheim-Bissingen in Baden-Württemberg.

## Projektbeschreibung
Zwischen den 1970er Jahren und 2003 sanierte die Stadt Bietigheim-Bissingen ihr historisches Stadtzentrum. Ab den frühen 1980er Jahren waren damit Skulpturenausstellungen und die künstlerische Gestaltung öffentlicher Plätze und Parkanlagen verbunden, mit einem deutlichen Schwerpunkt auf figurativen Werken. Nach anfangs heftigen Diskussionen ist ein Kunstensemble entstanden, das heute weit überregionale Bekanntheit genießt. Vor allem die Werke von Jürgen Goertz sind zu nennen: Das Ku(h)riosum, der Turm der grauen Pferde und die künstlerische Gesamtgestaltung der Villa Visconti.
Bei der Landesgartenschau 1989 und einem Bildhauersymposium 2000 entstanden weitere Arbeiten, die in Bietigheim-Bissingen aufgestellt blieben. Alle Werke sind im Besitz der Stadt.

## Präsente Künstler und Werke
(Die Reihenfolge entspricht der Informationsbroschüre)
1. Jürgen Goertz: Ku(h)riosum (1987)
2. Jürgen Goertz: Turm der grauen Pferde (1993)
3. Jürgen Goertz: Figurenschmuck der Villa Visconti (2003)
4. Otto Herbert Hajek: Raumzeichen am Wege (Stadtzeichen) (1981)
5. Alfred Hrdlicka: Portrait Dietrich Bonhoeffer (1977)
6. Maria Lehnen: Torso (1988)
7. Gerhard Marcks: Stehender Jüngling, Arme über dem Kopf verschränkt (1931)
8. Fritz Melis: Auffliegende Tauben (1967)
9. Fritz Melis: Truthahn und Hennen (1968)
10. Fritz Melis: Ziegen (1960)
11. Fritz Melis: Pavian (um 1970)
12. Karl Ulrich Nuss: Hockende (1990)
13. Leonhard Oesterle: Weiblicher Torso (1957)
14. Leonhard Oesterle: Junges Pferd (1974)
15. Leonhard Oesterle: Liegende (1980)
16. Waldemar Otto: Bildnis Katharina E. (1976)
17. Waldemar Otto: Adam isst die Frucht (1981)
18. Reinhard Scherer: Brennpunkt (1989–91)
19. Max Schmitz: Conformatio - Mensch (1983–85)
20. Fritz Schwegler: Wächter (1965)
21. Fritz Schwegler: Kunstläuferin (1999)
22. Karl-Henning Seemann: Schwätzer (1976–77)
23. Karl-Henning Seemann: Flößer (1986–88)
24. Gustav Seitz: Sitzende Maja (1958–59)
25. Gunther Stilling: St. Laurentius (1977)
26. Gunther Stilling: Der Bürger schützt seine Stadt (1982)
27. Gunther Stilling: Janustor (2000)
28. Douglas Van Howd: Pferd (2002)
29. Daniel Wagenblast: Taxidriver (2001)
30. Gottfried Gruner: Enzblume (1989)
31. Erich Wiesner: Windspiel – oder Studie über das Selbst (1989)
32. Neal Barab: La Famiglia (2000)
33. Daniel Couvreur: Fertility Stele (2000)
34. Colin Figue: Gate (2000)
35. Yoshimi Hashimoto: Sonne (2000)
36. Katalin Rezsonya: ohne Titel (2000)

- Die Werke 30 und 31 entstanden bei der Landesgartenschau 1989. Die Werke 27 und 32 bis 36 sind Arbeiten aus dem Bildhauersymposium 2000.

## Fotos (Auswahl)

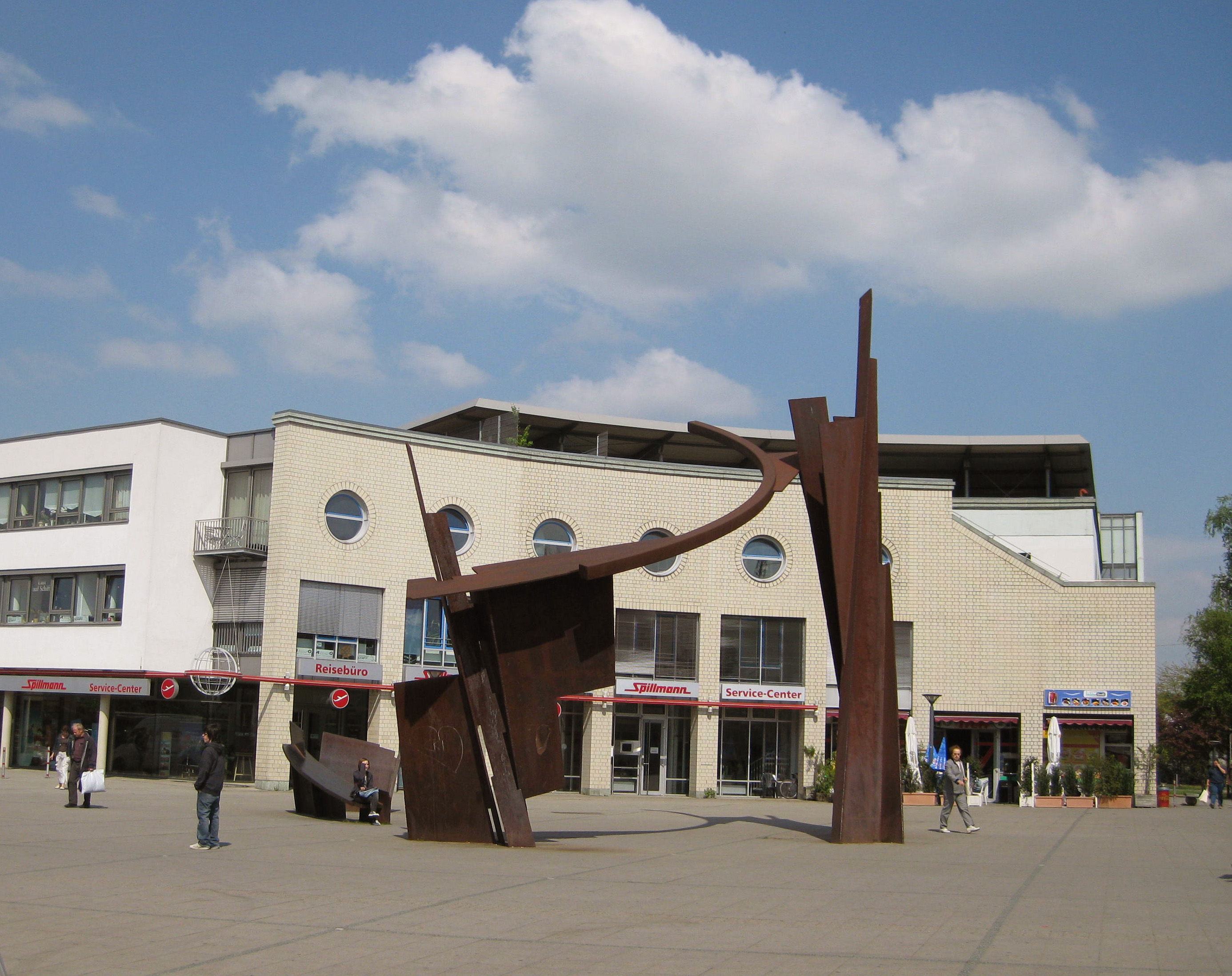
Brennpunkt, Reinhard Scherer
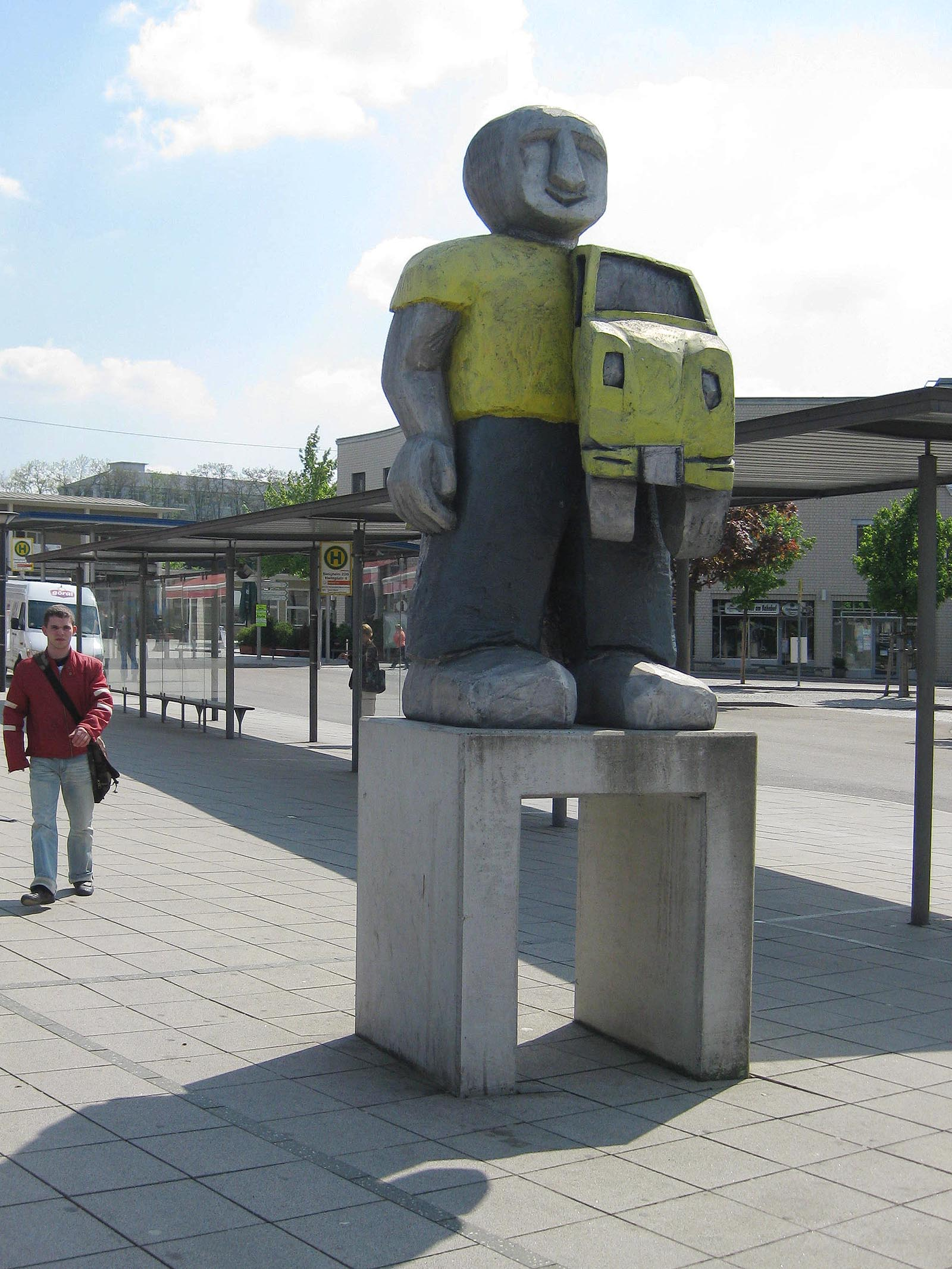
Taxidriver, Daniel Wagenblast
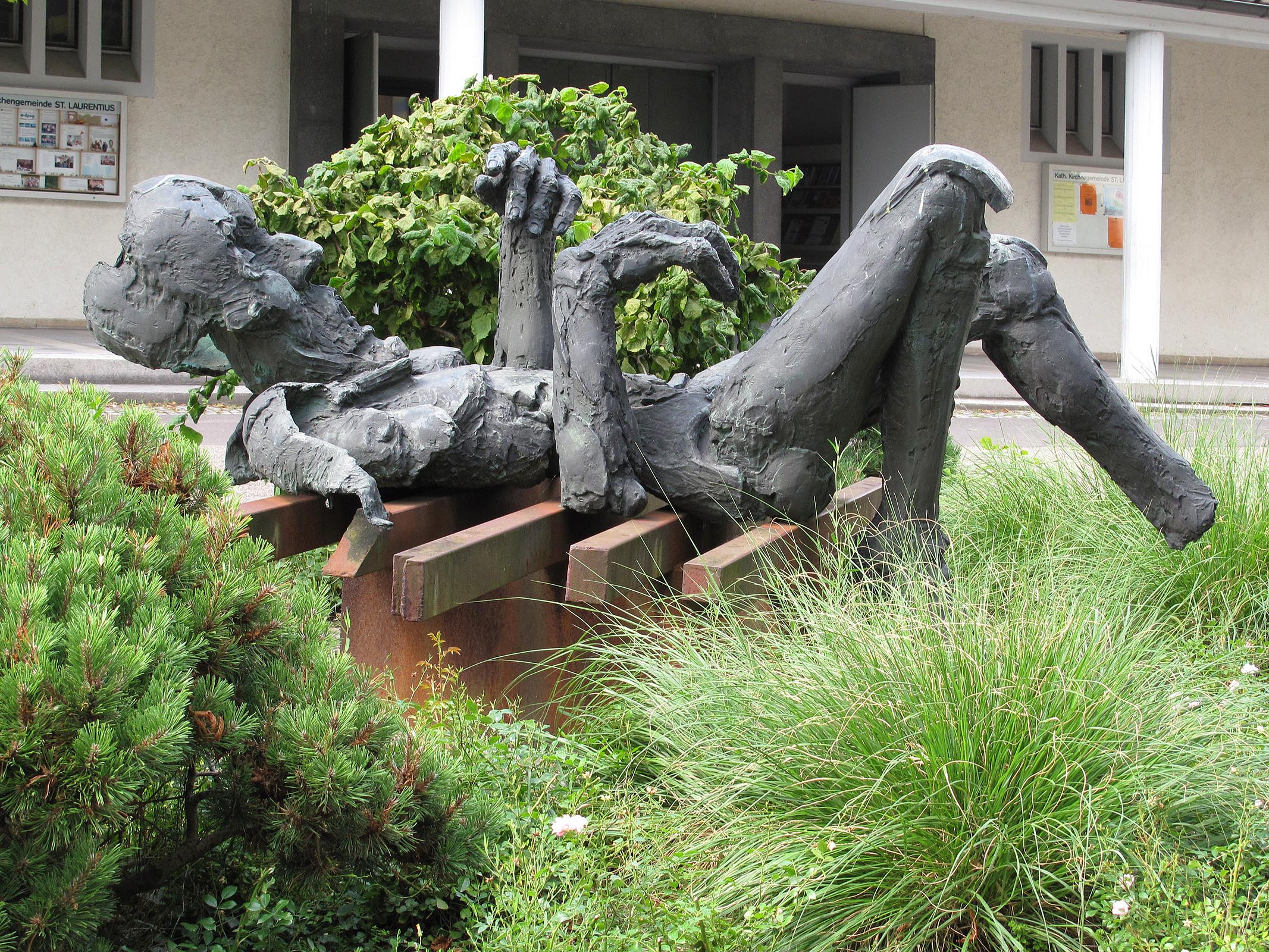
St. Laurentius, Gunther Stilling
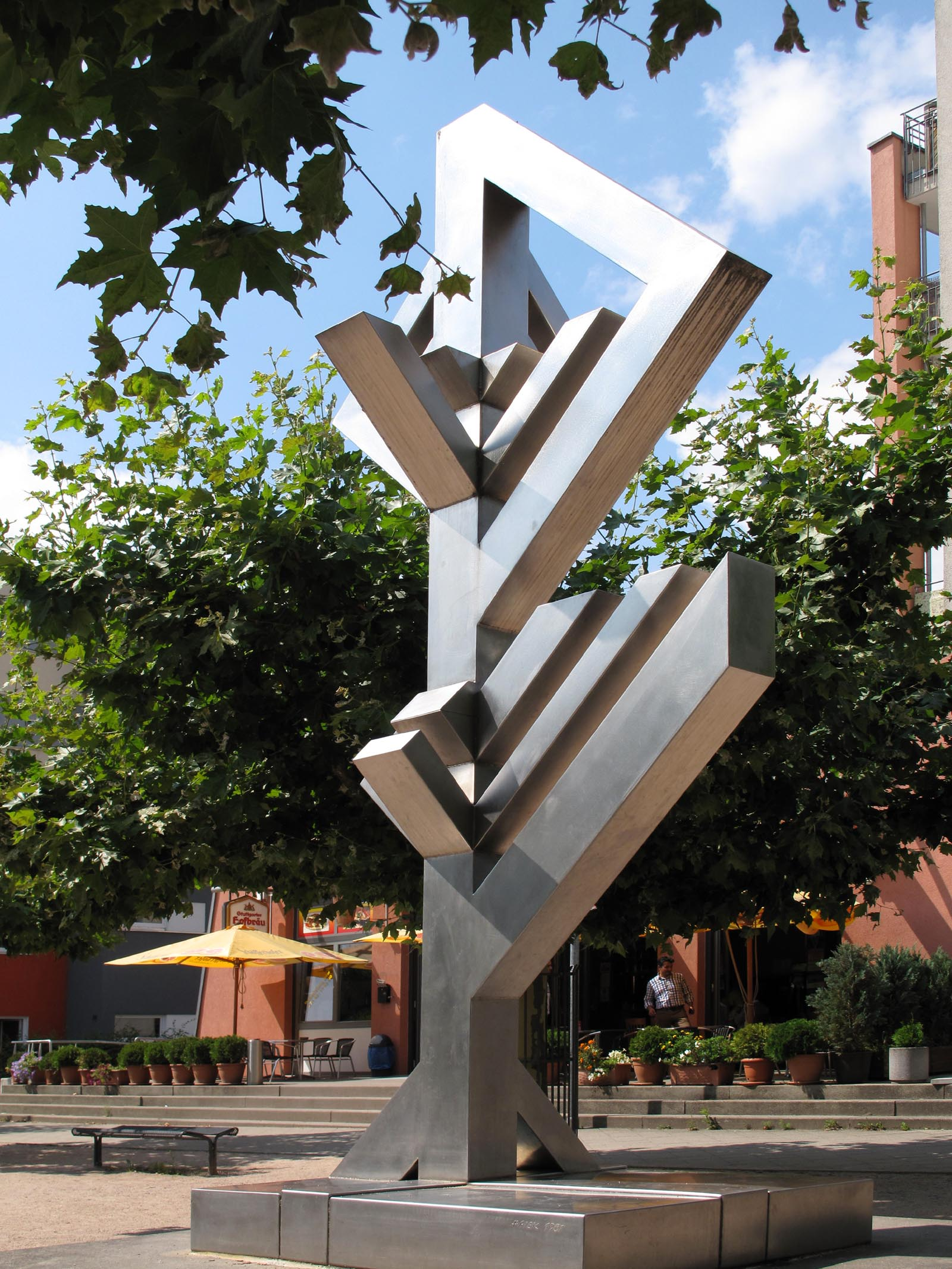
Raumzeichen am Wege, Otto Herbert Hajek
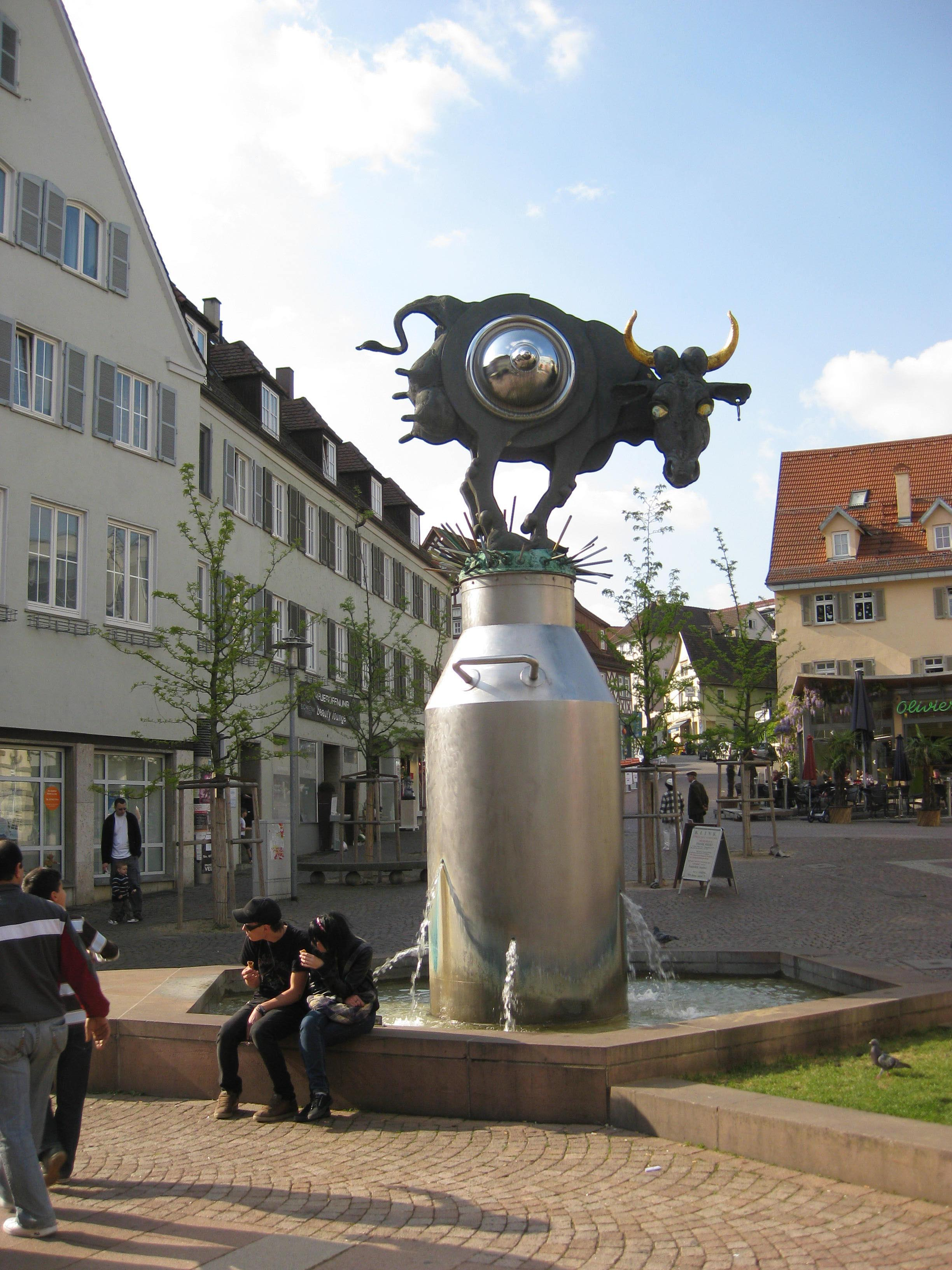
Ku(h)riosum, Jürgen Goertz
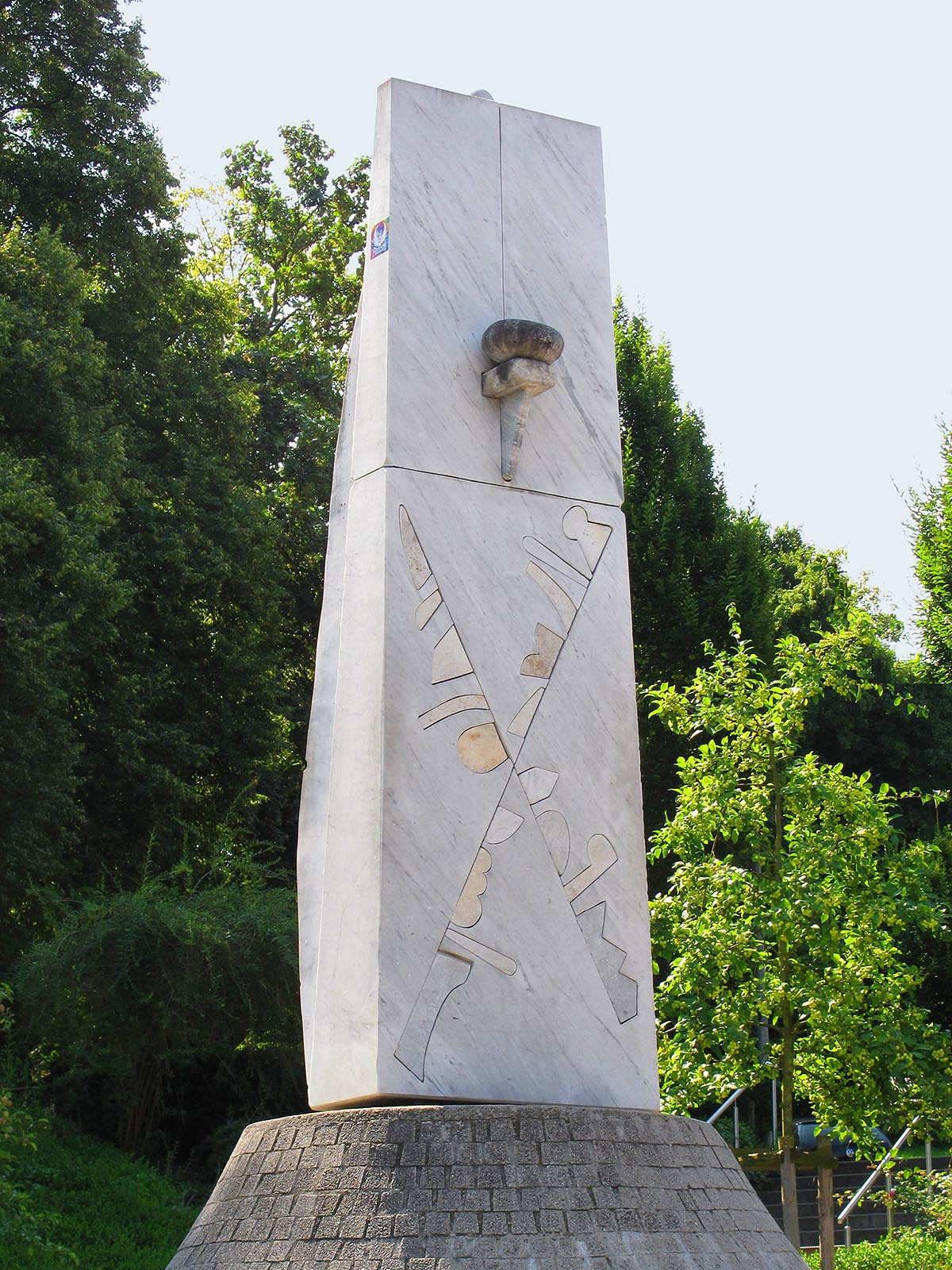
Fruchtbarkeits-Stele, Daniel Couvreur
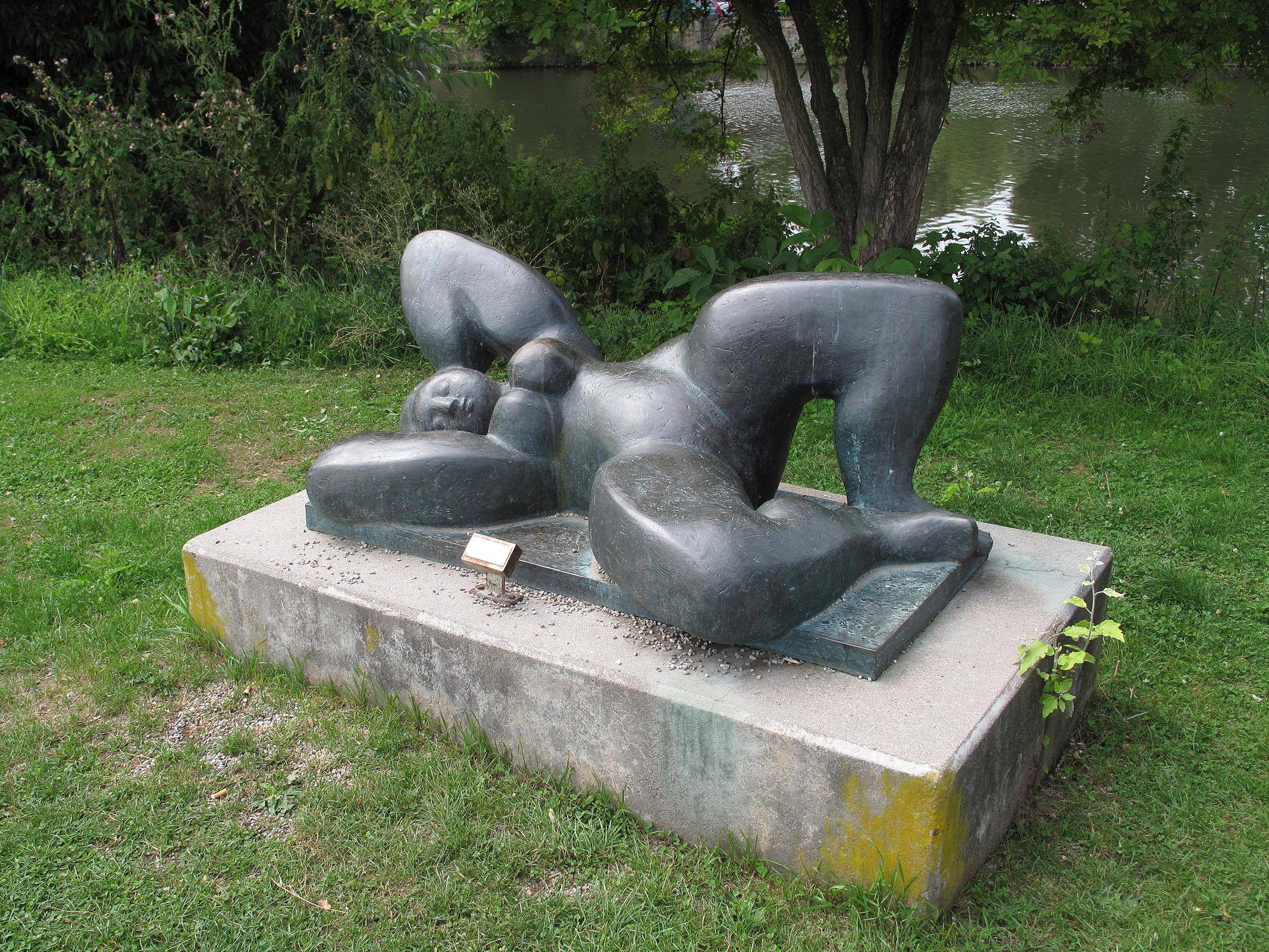
Liegende, Leonhard Oesterle
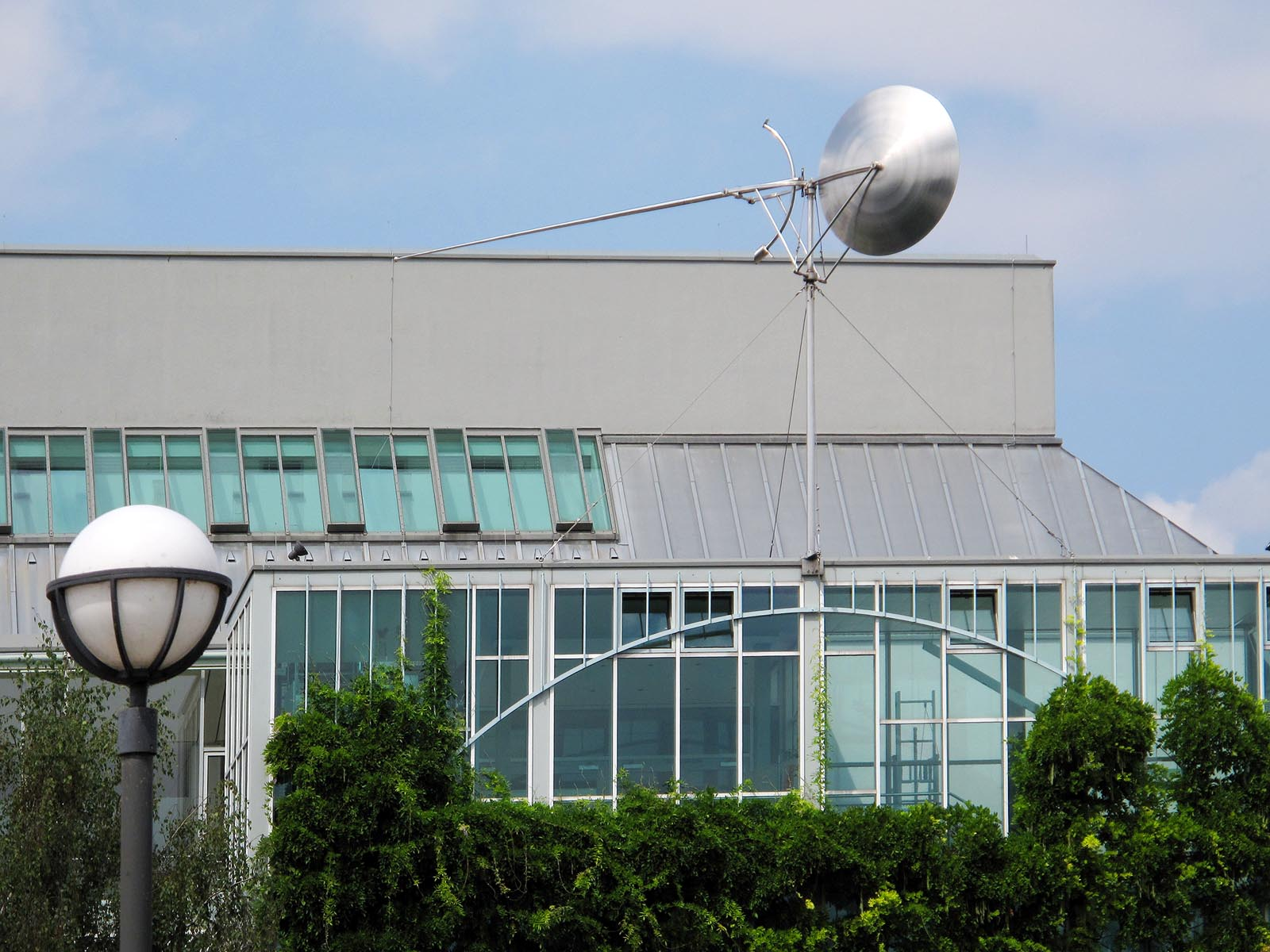
Windspiel oder Studie über das Selbst, Erich Wiesner
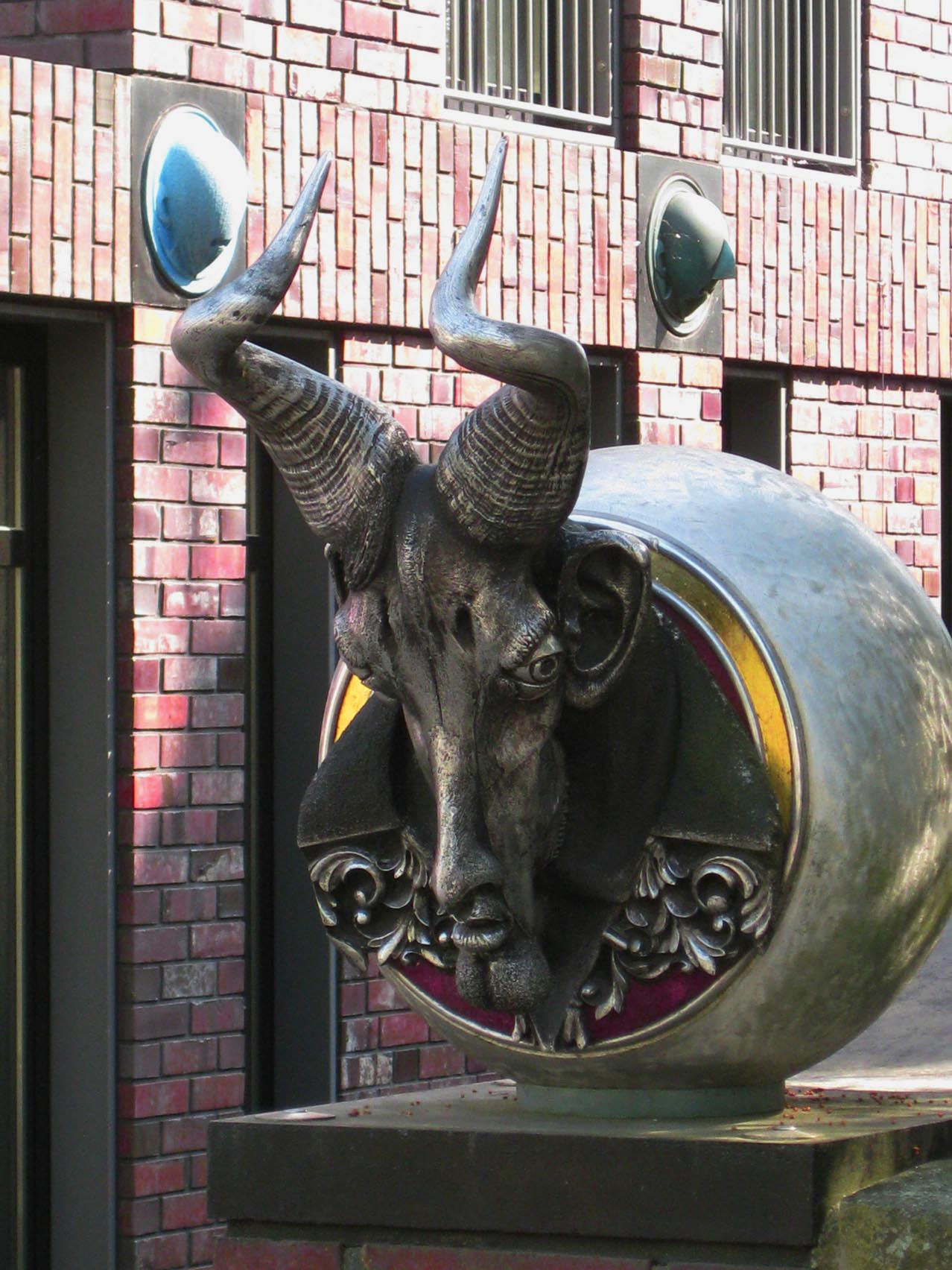
Kopfgestalt vor der Villa Visconti, Jürgen Goertz
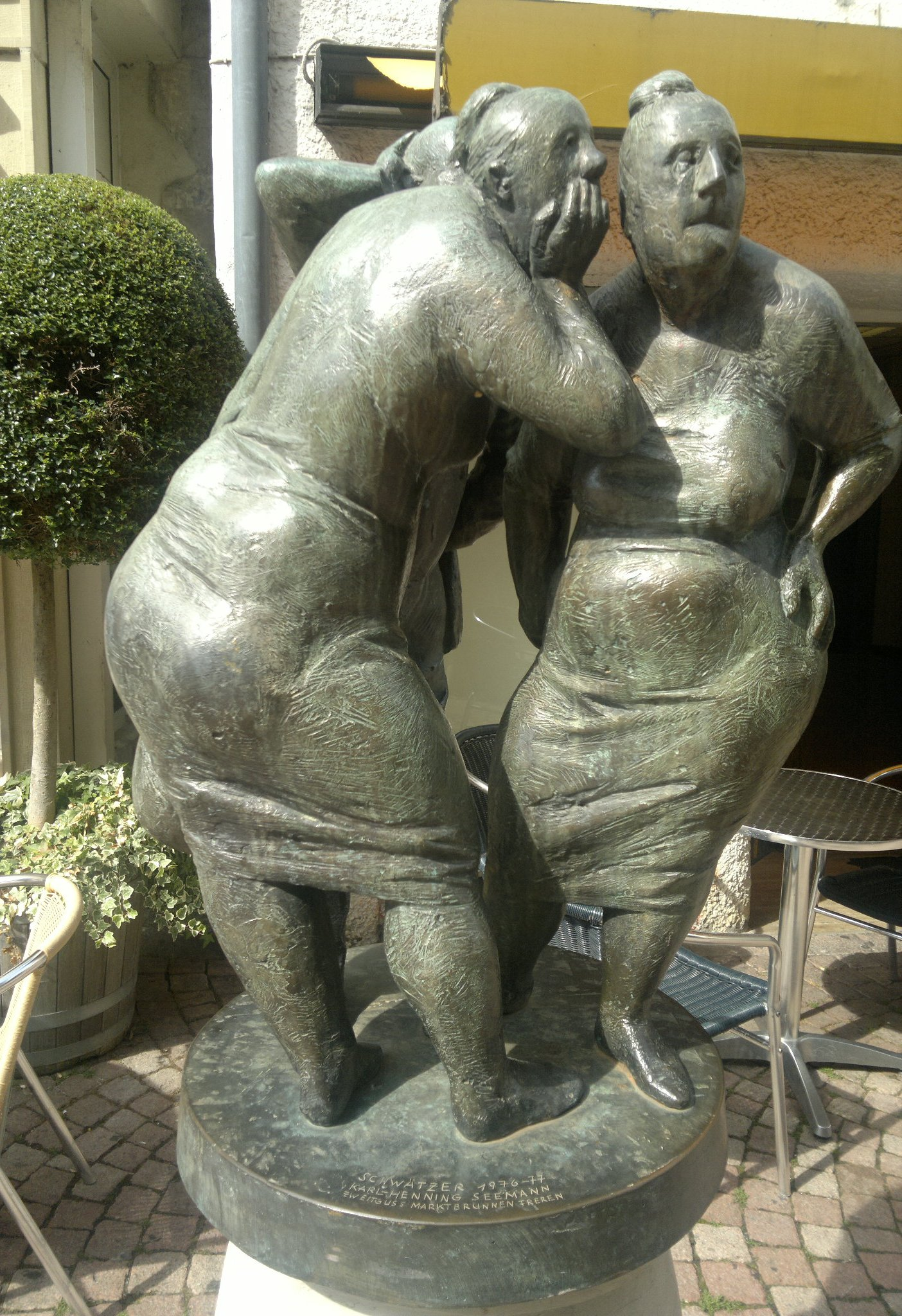
Schwätzweiber, Karl-Henning Seemann
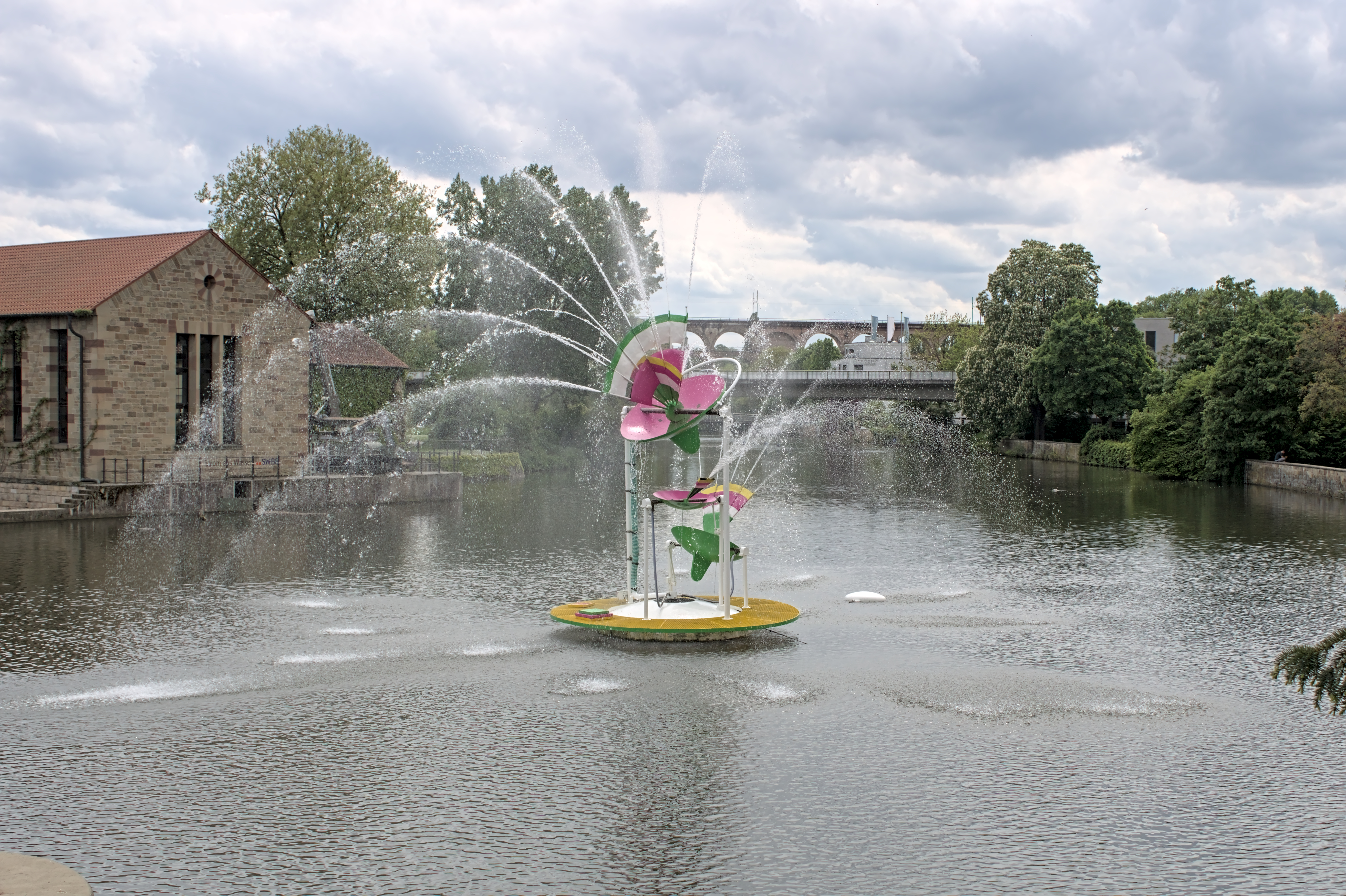
Enzblume, Gottfried Gruner